# Koloa
Koloa és una concentració de població designada pel cens dels Estats Units a l'estat de Hawaii. Segons el cens del 2000 tenia 1.942 habitants.

## Demografia
Segons el cens del 2000, Koloa tenia 1.942 habitants, 693 habitatges, i 507 famílies La densitat de població era de 629,15 habitants per km².
Dels 693 habitatges en un 34,8% hi vivien nens de menys de 18 anys, en un 47,2% hi vivien parelles casades, en un 18,9% dones solteres, i en un 26,8% no eren unitats familiars. En el 22,5% dels habitatges hi vivien persones soles el 8,7% de les quals corresponia a persones de 65 anys o més que vivien soles. El nombre mitjà de persones vivint en cada habitatge era de 2,80 i el nombre mitjà de persones que vivien en cada família era de 3,25.
Per edats la població es repartia de la següent manera: un 26,0% tenia menys de 18 anys, un 9,9% entre 18 i 24, un 26,7% entre 25 i 44, un 21,6% de 45 a 64 i un 15,8% 65 anys o més.
L'edat mediana era de 35,9 anys. Per cada 100 dones hi havia 101,04 homes. Per cada 100 dones de 18 o més anys hi havia 96,31 homes.
La renda mediana per habitatge era de 34.786 $ i la renda mediana per família de 43.393 $. Els homes tenien una renda mediana de 31.125 $ mentre que les dones 25.938 $. La renda per capita de la població era de 16.224 $. Aproximadament el 16,7% de les famílies i el 17,8% de la població estaven per davall del llindar de pobresa.

## Poblacions més properes
El següent diagrama mostra les poblacions més properes.